# Robert Reed
Robert Reed, född som John Robert Rietz, Jr. den 19 oktober 1932 i Highland Park i Illinois, död 12 maj 1992 i Pasadena i Kalifornien, var en amerikansk skådespelare. 
Reed spelade rollen som Kenneth Preston i dramat Försvarsadvokaterna som sändes mellan 1961 och 1965 och spelade då bland annat mot E.G. Marshall. Hans mest kända roll är dock som Mike Brady i TV-serien The Brady Bunch som sändes mellan 1969 och 1974, vilken han även har återkommit till i flera av seriens återföreningsprogram. 
År 1976 fick Reed två stycken Primetime Emmy Awards för sitt gästskådespeleri i ett tvådelarsavsnitt av TV-serien Medical Center och för sin insats i miniserien De fattiga och de rika. Året efter fick han en tredje Emmy-nomering för sin roll i miniserien Rötter. 
Robert Reed dog efter att han i november 1991 hade blivit diagnostiserad med koloncancer.